# V (2009년 드라마)

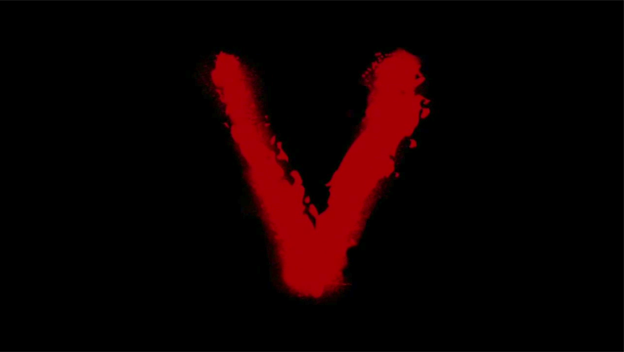

《브이》는 2009-2010년에 미국 ABC에서 방송된 SF 드라마이다. 엘리자베스 미첼, 조엘 그레치, 모레나 바카린, 스콧 울프, 로라 밴더부트 등이 출연한다. 《헐크》,《600만 불의 사나이》,《소머즈》 등의 인기 SF드라마를 만든 케네스 존슨이 1983년 만들었던 동명의 드라마를 26년만에 리메이크한 것이다. ABC채널을 통해 2009년 11월 3일부터 2010년 5월 18일까지 모두 12개의 에피소드가 방송되었다. 한국에서는 2010년 4월 2일부터 케이블TV인 채널CGV을 통해 매주 금요일 밤 방송되었다. 시즌 2는 2011년 1월 4일부터 3월 15일에 방영했지만 동년 5월에 ABC는 방영중단했다.

## 시즌 1
- 《브이(V)》《시즌1》은 미국 ABC에서 2009년 11월 3일부터 2010년 4월 2일까지 방송되었다. 모두 12개의 에피소드로 구성되었다.

## 시즌 2
- 《브이(V)》《시즌2》는 미국 ABC에서 2011년 1월 4일부터 3월 15일까지 방송되었다. 모두 10개의 에피소드로 구성되었다.

## 등장인물
- 애나: 모레나 바카린 분
- 채드 데커: 스콧 울프 분
- 에리카 에반스: 엘리자베스 미첼 분
- 잭 랜드리 신부: 조엘 그레치 분
- 리사: 로라 밴더부트 분
- 라이언 니컬러스: 모리스 체스트넛 분
- 타일러 에번스: 로건 허프먼 분
- 발레리 스티븐스: 로더스 베네딕토 분

## 한국에서의 방송
- 채널CGV에서 2010년 4월 2일부터 매주 금요일 밤 11시에 방송했다.
- 《브이》가 인기를 끌면서 국내 채널CGV에서는 1983년 원조 드라마를 《오리지널V》라는 제목으로 2010년 6월 7일부터 방송한다.

## 같이 보기
- V (1983년 드라마)